# 타우바테

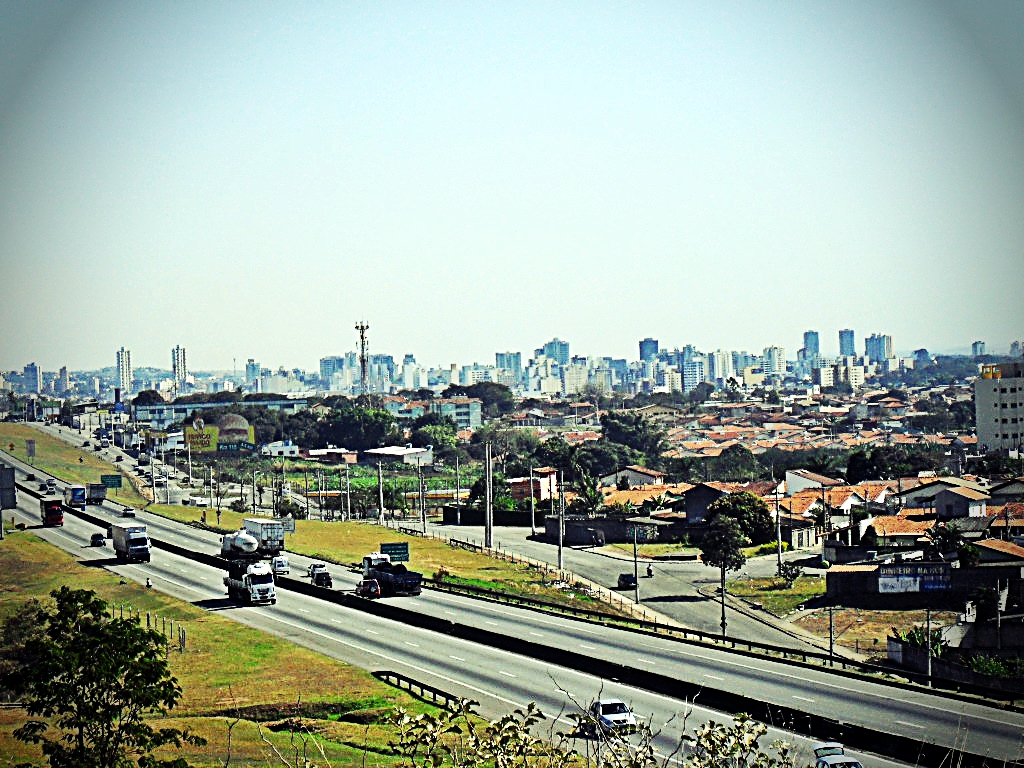
타우바테

타우바테의 위치

타우바테(포르투갈어: Taubaté)는 브라질 상파울루주의 도시로 면적은 625.9km2, 인구는 278,724명(2010년 기준), 인구 밀도는 436.8명/km2이다. 상파울루와 리우데자네이루 사이에 위치한 공업 도시이다.